# Pierrepont (Meurthe-et-Moselle)
Pierrepont é uma comuna francesa na região administrativa de Grande Leste, no departamento de Meurthe-et-Moselle. Estende-se por uma área de 7,02 km². Em 2010 a comuna tinha 874 habitantes (densidade: 124,5 hab./km²).